# Prințesa Louise Charlotte de Saxa-Altenburg
Prințesa Marie Agnes Louise Charlotte de Saxa-Altenburg (11 august 1874 – 14 aprilie 1953) a fost nobilă germană. A fost prințesă de Saxa-Altenburg prin naștere și Ducesă de Anhalt prin căsătorie.

## Căsătorie și copii
La Altenburg, la 6 februarie 1895, s-a căsătorit cu Eduard, fiul Ducelui Frederic I de Anhalt. Au divorțat la 26 ianuarie 1918. Cuplul a avut șase copii:
- Frederique Margaretha (1896), a murit la câteva zile după naștere
- Leopold Frederick Maurice Ernest Constantine Aribert Eduard (1897-1898), a murit la vârsta de 1 an
- Marie-Auguste (1898-1983), căsătorită cu Prințul Joachim al Prusiei, fiul cel mic al împăratului Wilhelm al II-lea al Germaniei
- Joachim Ernst, ultimul duce de Anhalt
- Eugen (1903-1980), căsătoriy cu Anastasia Jungmeier (1901-1970); fiica lor Anastasia s-a căsătorit cu Maria Emanuel, Margraf de Meissen
- Wolfgang Albert Maurice Frederick William Ernest (1912-1936), a murit la vârsta de 23 de ani